# Robert Elliott
Robert Elliott, né (Richard Robert Elliott) le 9 octobre 1879 à Columbus, Ohio, (États-Unis), et mort d'un cancer le 15 novembre 1951 à Los Angeles, Californie, (États-Unis), est un acteur américain très prolifique dans les années 1930.

## Filmographie partielle
- 1916 : The Kiss of Hate de William Nigh : Sergius Orzoff
- 1916 : The Child of Destiny
- 1917 : Mary Moreland de Frank Powell : Thomas Maughm
- 1919 : Les Étoiles de la gloire de Léonce Perret : Capitaine Jack Tims
- 1920 : L'Empire du diamant de Léonce Perret : Matthew Versigny
- 1921 : Le Démon de la haine de Léonce Perret
- 1921 : Amour de sauvage (A Virgin Paradise) de J. Searle Dawley
- 1922 : Le Sceau de Cardi (Fair Lady) de Kenneth S. Webb : Norvin Blake
- 1923 : Man and Wife de John L. McCutcheon : Dr Howard Fleming
- 1928 : Lights of New York de Bryan Foy : Détective Crosby
- 1928 : Après la rafle (Romance of the Underworld) d'Irving Cummings
- 1929 : The Lone Wolf's Daughter d'Albert S. Rogell
- 1930 : La Divorcée de Robert Z. Leonard : Bill Baldwin
- 1930 : Au seuil de l'enfer (The Doorway to Hell) d'Archie Mayo :  Chef Pat O'Grady
- 1930 : Men of the North de Hal Roach
- 1930 : Sweet Mama d'Edward F. Cline
- 1930 : Captain Thunder de Alan Crosland : Morgan
- 1931 : Le Faucon maltais de Roy Del Ruth : Le lieutenant-détective Dundy
- 1932 : L'Aigle blanc (White Eagle) de Lambert Hillyer
- 1933 : Héros à vendre de William A. Wellman : L'inspecteur
- 1934 : Franc Jeu de Archie Mayo : Graves
- 1938 : La Femme aux cigarettes blondes de Tay Garnett : Capitaine George Faulkiner
- 1939 : Les Fantastiques Années 20 de Raoul Walsh : Détective
- 1939 : Autant en emporte le vent de Victor Fleming : Major Yankee
- 1939 : J'ai volé un million (I Stole A Million) de Frank Tuttle
- 1939 : En surveillance spéciale (Invisible Stripes de Lloyd Bacon
- 1940 : Le Mystère du château maudit de George Marshall : Lieutenant Murray (non crédité)
- 1942 : Ma sœur est capricieuse de Alexander Hall : Sergent de police (non crédité)
- 1946 : Chick Carter, Detective de Derwin Abrahams : Dan Rankin
- 1952 : Hopalong Cassidy - Saison 1 : Juge